# Bretteville-l’Orgueilleuse
Bretteville-l’Orgueilleuse település Franciaországban, Calvados megyében. Lakosainak száma 3149 fő (2018. január 1.). Bretteville-l’Orgueilleuse Putot-en-Bessin, Rots, Sainte-Croix-Grand-Tonne, Saint-Manvieu-Norrey, Secqueville-en-Bessin és Rots községekkel határos.

## Népesség
A település népességének változása:
| Lakosok száma | 797  | 1009 | 1287 | 2389 | 2316 | 2440 | 2577 | 5857 | 3011 | 3149 |
|               | 1968 | 1975 | 1982 | 1999 | 2006 | 2011 | 2013 | 2016 | 2017 | 2018 |